# Protaphorurini
Tribu
Les Protaphorurini sont une tribu de collemboles de la famille des Onychiuridae.

## Liste des genres
Selon Checklist of the Collembola of the World (version du 3 octobre 2019) :
- Jacekaphorura Pomorski & Babenko, 2010
- Megaphorura Fjellberg, 1998
- Protaphorura Absolon, 1901
- Spelaphorura Bagnall, 1948
- Supraphorura Stach, 1954
- Yoshiiphorura Jordana & Martínez, 2004

## Publication originale
- Bagnall, 1949 : Contributions toward a knowledge of the Isotomidae (Collembola). I-XV. Annals & Magazine of Natural History Series, vol. 12, no 1, p. 529-541.